# Take the Long Way Home
Take the Long Way Home est le 4e single de l'album de Supertramp Breakfast in America sorti en 1979.
D'après son compositeur Roger Hodgson, la chanson parle de l'ambivalence du désir du retour à la maison, à deux niveaux différents. D'une part le fait de ne pas vouloir rentrer chez soi quand on n'y est pas réellement attendu, et d'autre part le fait de vouloir trouver un endroit où l'on se sent vraiment chez soi.
Le titre a atteint la 10e place dans le classement Billboard en décembre 1979, et no 4 au Canada.
Le titre a été repris par le groupe Lazlo Bane en 2007 sur leur album intitulé Guilty Pleasures.

## Musiciens
- Roger Hodgson — chant, chœurs, piano et guitare électrique
- Rick Davies — harmonica, orgue Hammond et synthétiseurs Oberheim et Elka Rhapsody
- Dougie Thomson — guitare basse
- Bob C. Benberg — batterie et tambourin
- John Helliwell — clarinette